# 七奪
七奪（칠탈）とは、日本が韓国併合により朝鮮半島（韓国・北朝鮮）から奪った7つの物を指す。韓国を批判する日本の右派がその存在を主張している。

## 概要
韓国側は奪った7つとして、
1. 主権
2. 国王
3. 人命
4. 国語
5. 姓氏…創氏改名
6. 土地…土地調査事業
7. 資源

を挙げている。
一方で、逆に「七恩」あるいは「七大貢献」だったとする反論もある。これは、黄文雄や水間政憲などが主張する、むしろ日本が朝鮮に上記の7つを与えたとする説である。例を挙げると、「日本の国費で朝鮮に学校が建設され、庶民にハングルが普及した（国語）」「日本の統治により朝鮮の食糧生産が増え、さらに衛生環境も改善され、餓死者や病死者が激減し、朝鮮の人口が2倍に増えた（人命）」などである。